# José Cirilo Nunes

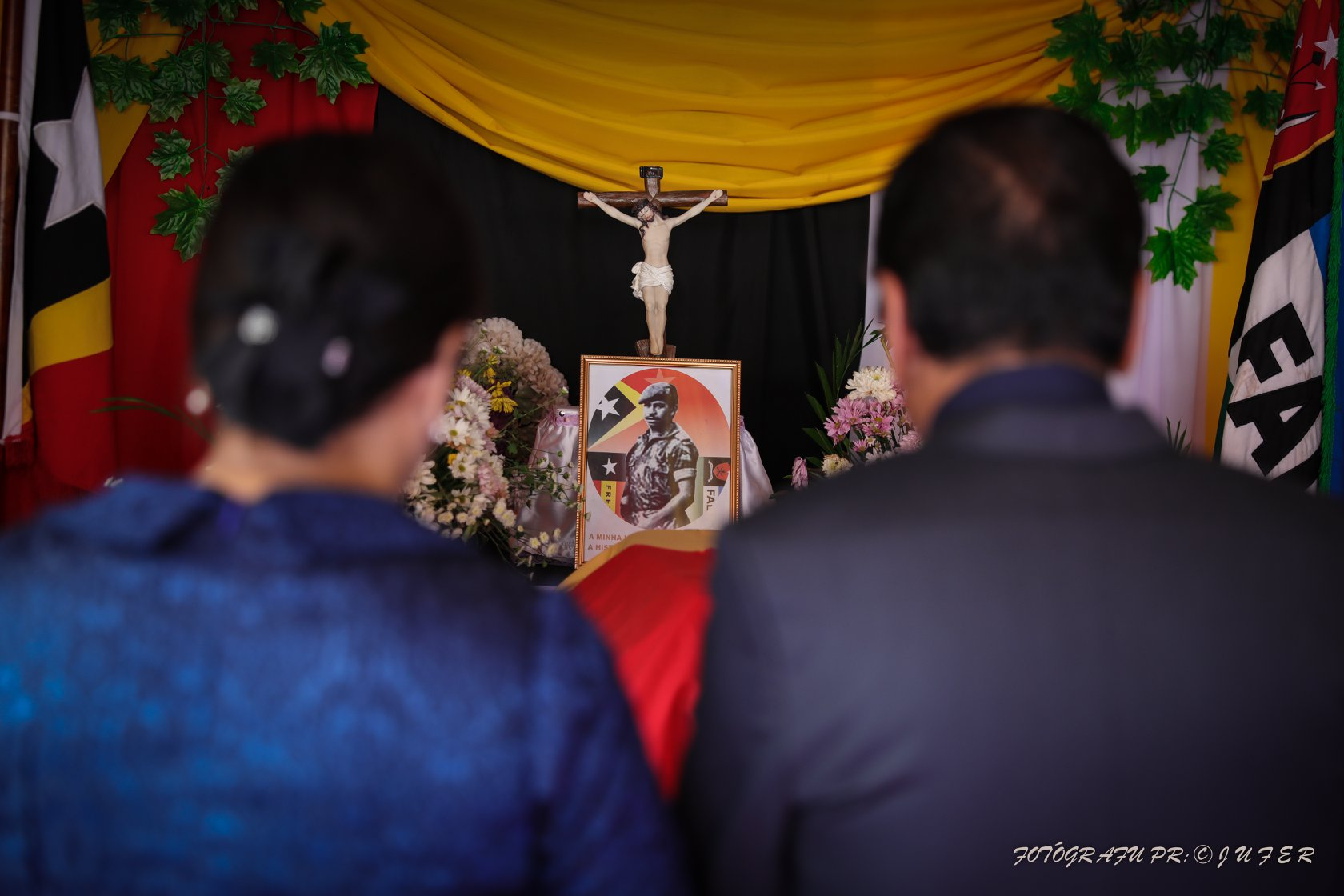
Präsident Francisco Guterres und seine Frau zeugen dem Toten Respekt (2019)

José Cirilo Nunes, Kampfname Maubrani, war ein osttimoresischer Freiheitskämpfer.
Nunes war bereits ab 1974 Mitglied der ASDT, die später zur FRETILIN umbenannt wurde. Im Unabhängigkeitskrieg gegen Indonesien war er im Sektor Centro Leste zweiter Kommandant der nationalen Brigada de Choque und verantwortlich für Batugade. Nunes kam im Krieg ums Leben. 2006 wurde Nunes posthum mit dem Ordem de Dom Boaventura ausgezeichnet. Seine sterblichen Überreste wurden erst 2012 aufgefunden und am 9. August 2019 in Beisein von Staatspräsident Francisco Guterres in Maubara im Jardim dos Heróis em Liquiçá beerdigt.